# Trujillo (tỉnh)
Tỉnh Trujillo (tiếng Tây Ban Nha: Provincia de Trujillo) là một tỉnh thuộc vùng La Libertad của Peru. Tỉnh Trujillo có diện tích 1769 km², dân số thời điểm theo điều tra dân số ngày 11 tháng 7 năm 1993 là 597315 người. Tỉnh lỵ đóng ở Trujillo.